# Elbeschwimmhalle
Die Elbe-Schwimmhalle ist ein kommunales Hallenbad in der Altstadt Magdeburgs. Sie wird vorrangig für den Schwimmsport genutzt und ist an dessen Bedürfnissen ausgerichtet.

## Geschichte

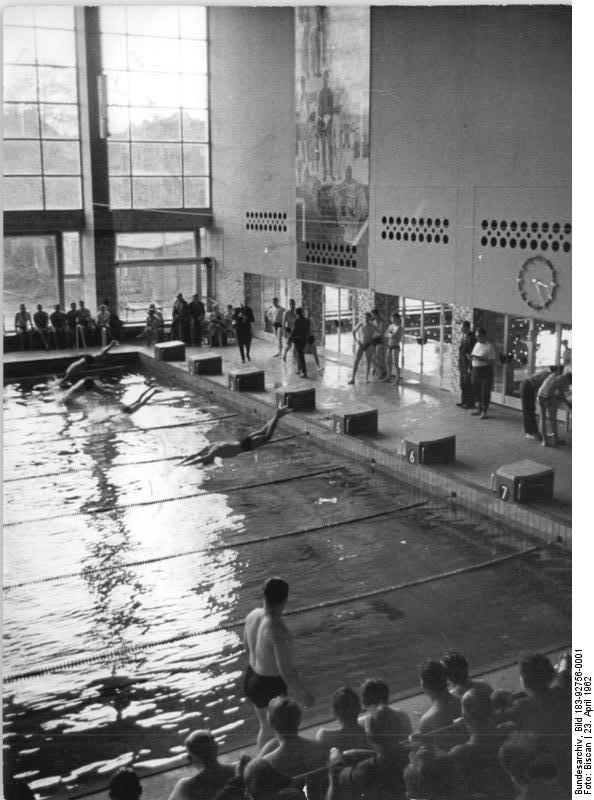
Elbe-Schwimmhalle 1968

Die Schwimmhalle wurde zwischen 1959 und 1962 vom Architekten Roland Korn errichtet und war eine der größten der DDR. Sie war Trainingszentrum des DDR-Leistungssports und Veranstaltungsort mehrerer Nationaler Wettkämpfe. So wurden beispielsweise die DDR-Meisterschaften im Schwimmen 1980, 1984 und 1989 in ihr ausgetragen.
Im Laufe der Zeit wurde die Halle renovierungsbedürftiger, sodass sie 1997 aus Sicherheitsgründen vorübergehend geschlossen werden musste. Von 2001 bis 2004 wurde die Halle dann für über 15 Millionen Euro grundsaniert, modernisiert und behindertengerecht ausgestattet.
Die Halle ist zentrale Trainingsstätte eines Bundesleistungszentrums für Schwimmen. In ihr trainieren beispielsweise die Schwimmer des SC Magdeburg und die Wasserballer der Wasserball-Union Magdeburg und richten ihre Wettkämpfe aus. So fanden beispielsweise Spiele der Deutschen Wasserball-Liga und Wasserballländerspiele statt. Sie verfügt über ein 50x20-m-Becken mit acht Bahnen, welches den Anforderungen des DSV an nationale und internationale Wettkämpfe entspricht. Durch eine mobile Zeitmessanlage werden in der Halle geschwommene Zeiten weltweit anerkannt (zum Beispiel Welt- und Europarekorde). Am Schwimmbecken befindet sich ein 1-m-Sprungbrett und ein Sprungturm mit Sprunghöhen von 3 m, 5 m, 7,5 m und 10 m. Die Zuschauertribüne bietet seit dem Umbau 800 Zuschauern Platz. Neben dem großen Becken steht ein Warmwasserbecken mit einer Fläche von 95 m² zur Verfügung. Dort findet die Wassergymnastik statt, bei Wettkämpfen wird es zum Ein- und Ausschwimmen genutzt. Weiterhin sind ein Strömungskanal, ein Entspannungsbecken, eine Athletikhalle, ein Gymnastikraum und ein Kraftraum im Leistungszentrum Elbe-Schwimmhalle untergebracht. Daneben existieren eine Trockensauna, ein Dampfbad, eine Biosauna und ein Taucherbecken.